# MBC News Now
MBC News Now je jihokorejská bezplatná televizní stanice, která začala vysílat 4. února 2020. Vlastníkem a provozovatelem je společnost Munhwa Broadcasting Corporation.

## Historie
Dne 21. února 1961 byla založena Soulská soukromá rozhlasová společnost. Dne 22. června 1966 společnost obdržela od vlády vysílací licenci a 4. únor 2020 začala vysílat na pozemní televizi. Dne 5. října 1970 byl jako zpravodajství sítě spuštěn MBC Newsdesk. O rok později, 10. ledna 1971, se jména všech regionálních provozovatelů vysílání sloučila pod značkou MBC. Dne 22. prosince 1980 začaly barevné přenosy pouze v Soulu, poté následovalo celostátní přijetí 1. ledna 1981.
Spolu s hlavními rivaly KBS a SBS zahájila společnost MBC News Now své celodenní vysílání v plném rozsahu dne 1. prosince 2005. Dne 1. ledna 2013 pokračovala v vysílání 24 hodin denně a dne 30. prosince 2017 byla ukončena. Dne 4. srpna 2014 program televizních zpráv se začal vysílat z nové televizní stanice umístěné v Sangamu a od 1. září téhož roku začal tento kanál produkovat všechny programy v nových studiích.

#### Sesterské kanály
- Munhwa Broadcasting Corporation (MBC)

#### Kanály se stejným zaměřením
- YTN
- YonhapNews TV
- Channel A
- TV Chosun